# Jeewanpur
Jeewanpur (nep. जीवनपुर) – gaun wikas samiti w środkowej części Nepalu w strefie Bagmati w dystrykcie Dhading. Według nepalskiego spisu powszechnego z 2001 roku liczył on 1723 gospodarstw domowych i 8671 mieszkańców (4355 kobiet i 4316 mężczyzn).